# 馬爾法 (德克薩斯州)
馬爾法（英語：Marfa）是一個位於美國德克薩斯州普雷西迪奧縣的城市。根據2010年美國人口普查，該地共人口1981人，而該地的面積約為4.10平方千米。同時該地也是普雷西迪奧縣的縣治。

## 地理
馬爾法的座標為30°18′29″N 104°01′09″W / 30.30806°N 104.01917°W，而該地的平均海拔高度為1428米（即4685英尺）。